# Hădărău, Alba
Hădărău (maghiară Lupsahadaró) este un sat în comuna Lupșa din județul Alba, Transilvania, România.

## Monumente istorice
- Biserica Pogorârea Sfântului Duh din Hădărău, din 1770.

## Transporturi
Stație de cale ferată a Mocăniței (haltă în prezent inactivă).

## Imagini

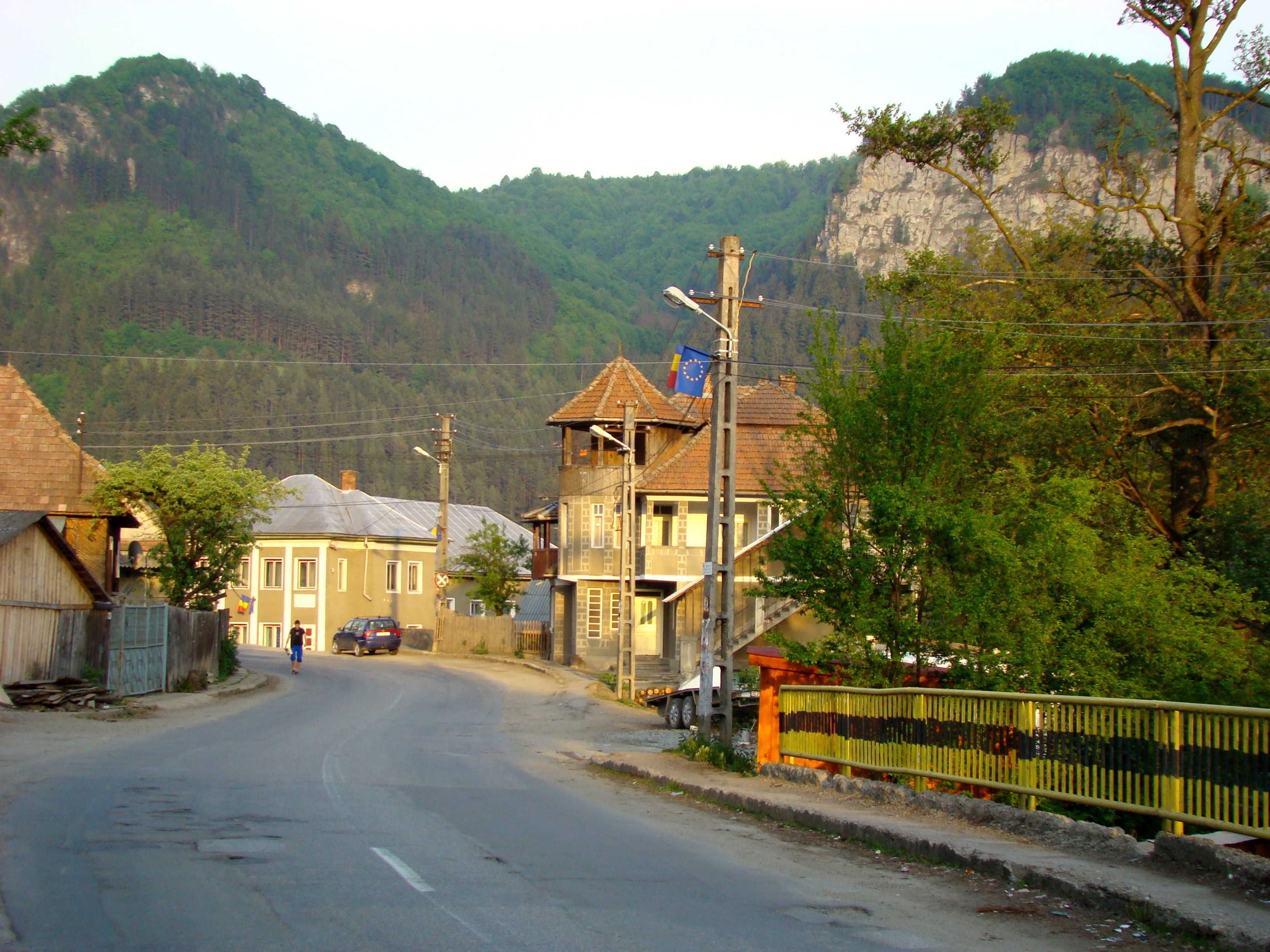
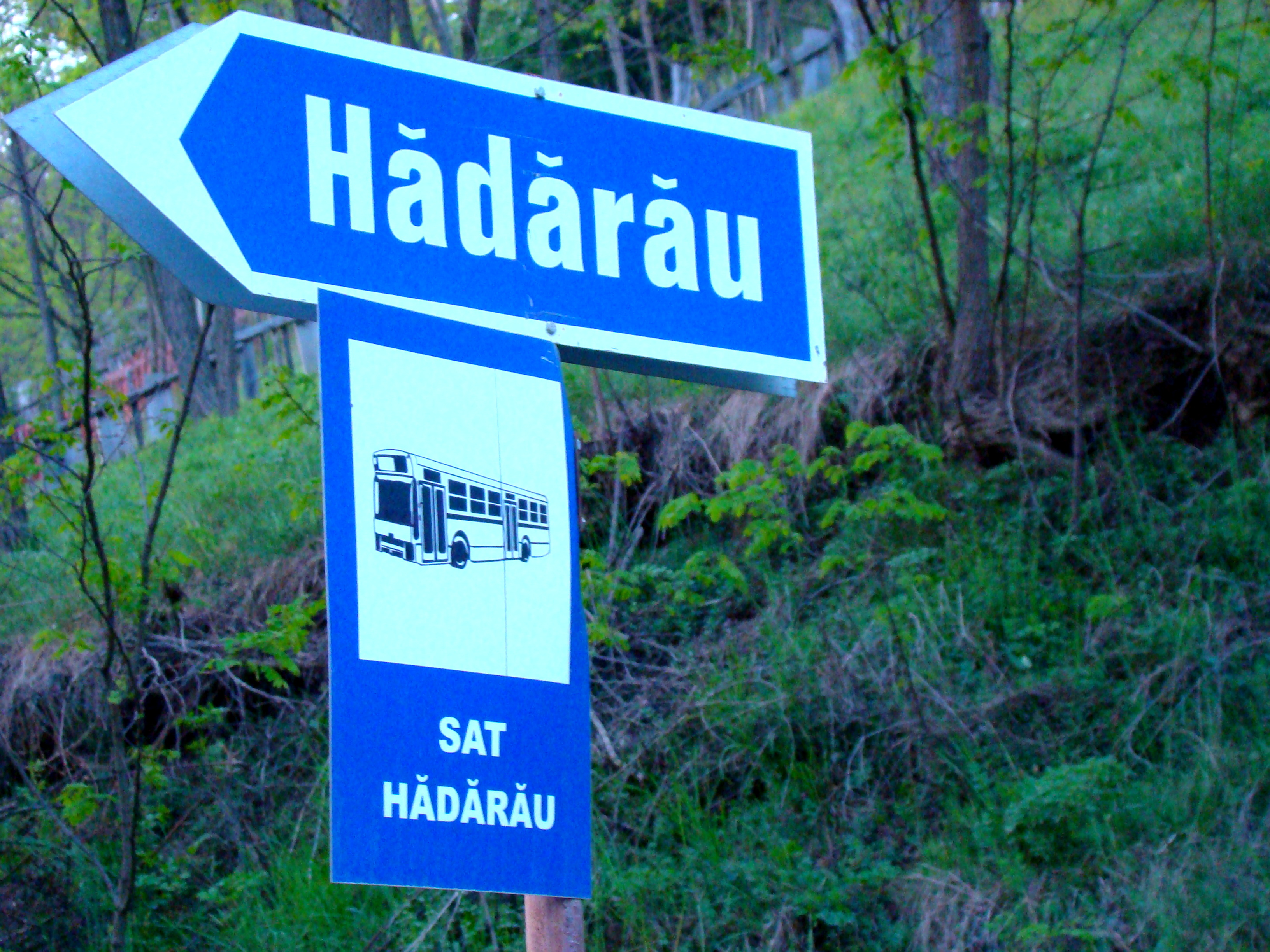
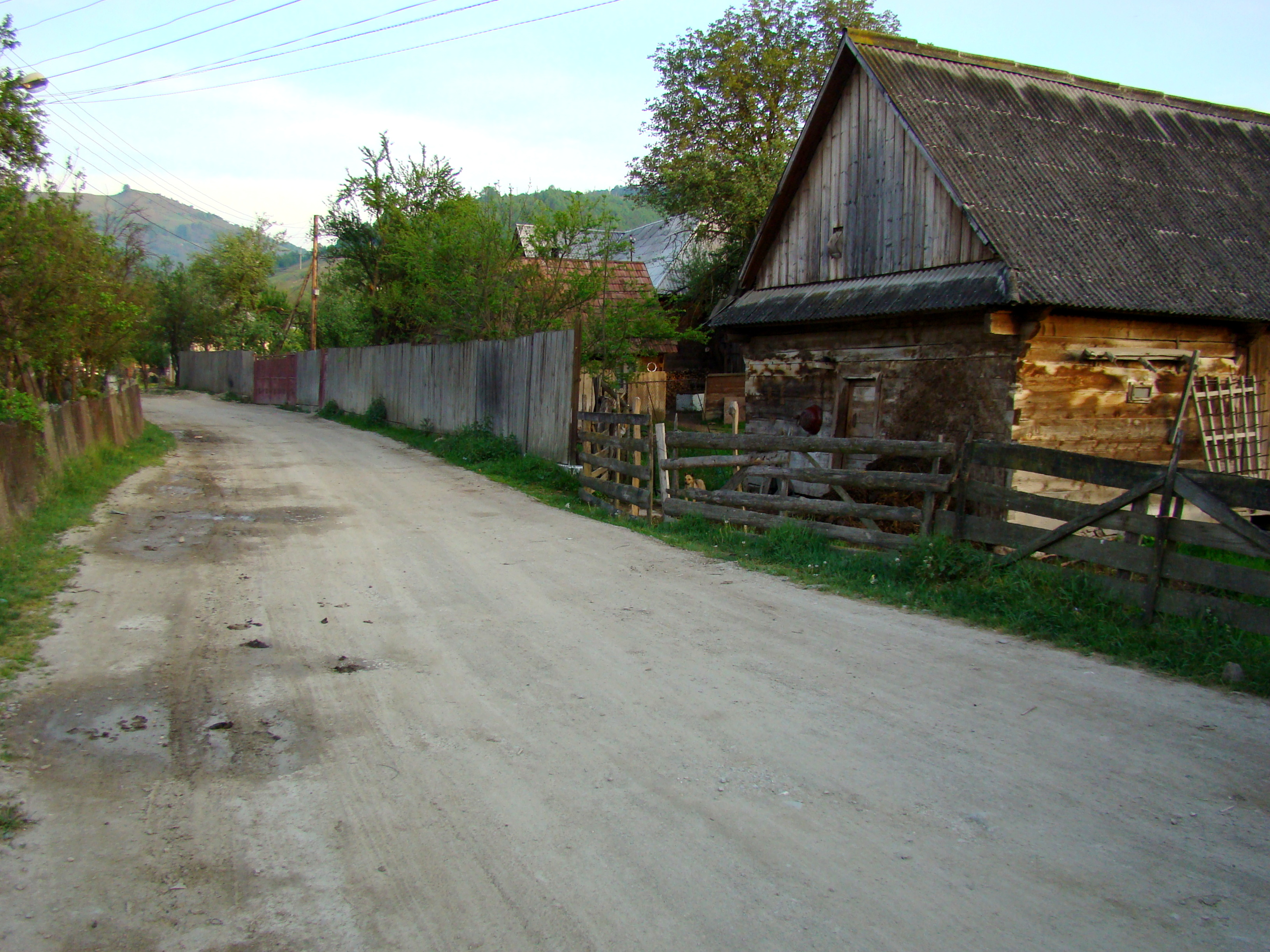
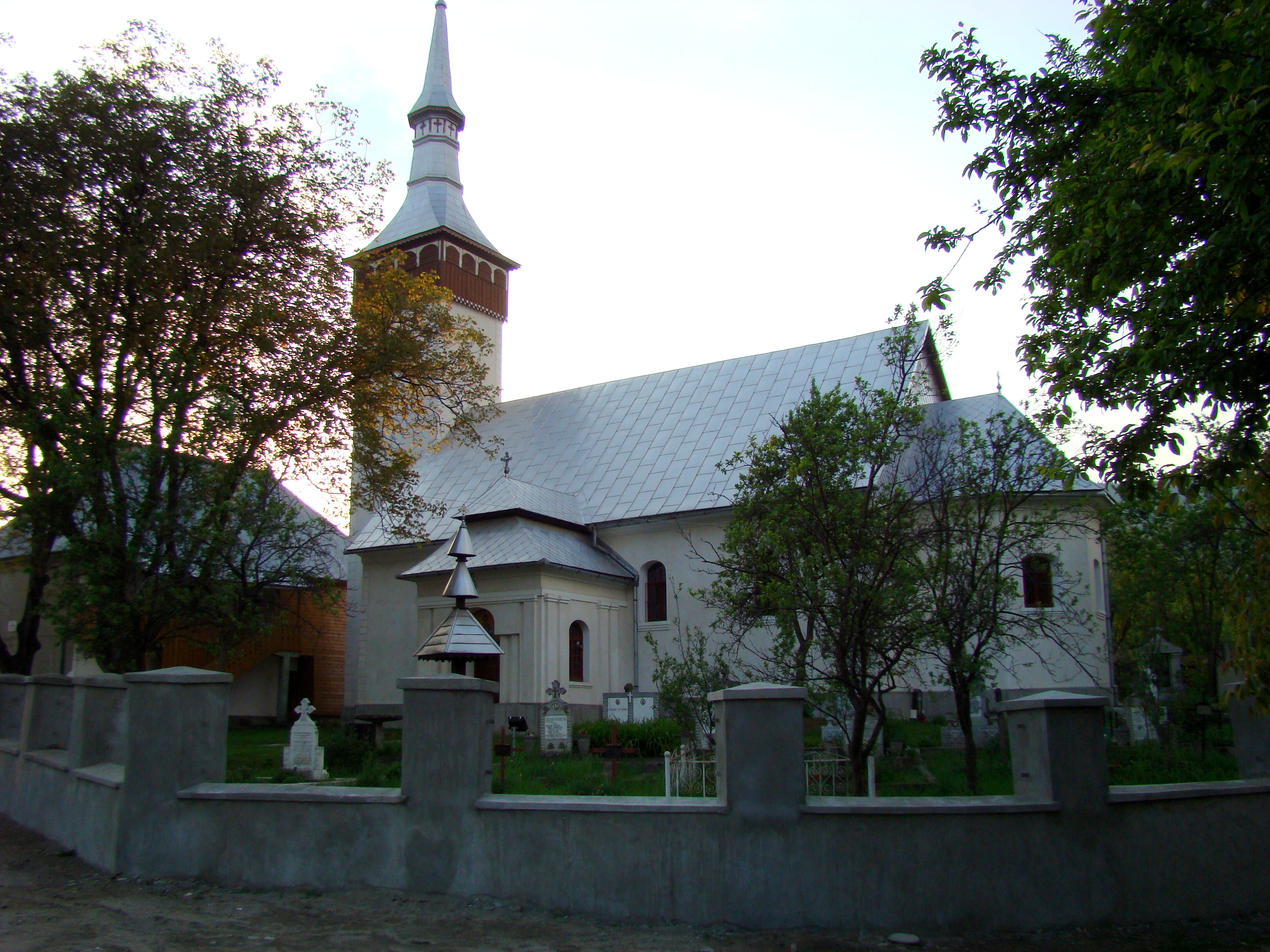
Biserica Pogorârea Sfântului Spirit (monument istoric)